# Gigides distorta
Gigides distorta är en fjärilsart som beskrevs av Paul Dognin 1914. Gigides distorta ingår i släktet Gigides och familjen nattflyn. Inga underarter finns listade i Catalogue of Life.